# Christine A. Maggs
Christine A. Maggs (1956) es una botánica, algóloga, biogeógrafa, curadora y exploradora norirlandesa, y es especialista en la taxonomía de las familias de algas.
Ha participado en extensas expediciones botánicas, esponsoreado por la Universidad de Bournemouth, donde desarrolla sus actividades científicas y académicas.

## Carrera
En 1978, obtuvo su B.Sc. de botánica, por la Universidad de Oxford.
Christine se unió a la Universidad de Bournemouth como Decana Ejecutiva de la Facultad de Ciencia y Tecnología en abril de 2015, desde la Universidad de Queen en Belfast, donde ocupó el papel de Decana de la Facultad de Ciencias Biológicas y profesora de ficología. Christine fue designada por la reina en 1995 y ha ocupado las funciones de Profesora, Reader y Directora de Investigación antes de asumir como directora de la Escuela de Ciencias Biológicas y profesora de ficología. Además de servir en una serie de grupos de liderazgo y comités en la universidad, Christine jugó un papel fundamental en el logro de la Escuela Atenea Cisne de Oro, que reconoce el compromiso de avanzar en la carrera de mujeres en ciencia, tecnología, ingeniería, matemática y medicina.

## Algunas publicaciones
- m.p. Johnson, christine a. Maggs, a.l. Allcock, a.j. Blight. 2016. Landscape effects in the intertidal around the coastline of Great Britain. J. of Biogeography, 43 (1), 111 - 122 resumen

- r.j. Mrowicki, christine a. Maggs, n.e. O'Connor. 2015. Consistent effects of consumer species loss across different habitats. Oikos, 124 (12): 1555 - 1563 resumen

- r. Kelly, c. Harrod, christine a. Maggs, n. Reid. 2015. Effects of Elodea nuttallii on temperate freshwater plants, microalgae and invertebrates: small differences between invaded and uninvaded areas. Biological Invasions, 17 (7): 2123 - 2138 resumen

- a. Busetti, t.p. Thompson, d. Tegazzini, j. Megaw, christine a. Maggs, b.f. Gilmore. 2015. Antibiofilm activity of the brown alga Halidrys siliquosa against clinically relevant human pathogens. Marine Drugs, 13 (6): 3581 - 3605 resumen

- ------------, g. Shaw, j. Megaw, s.p. Gorman, christine a. Maggs, b.f. Gilmore. 2015. Marine-derived quorum-sensing inhibitory activities enhance the antibacterial efficacy of tobramycin against Pseudomonas aeruginosa. Marine Drugs, 13 (1): 1 - 28 resumen

- c. Yesson, l.e. Bush, a.j. Davies, christine a. Maggs, j. Brodie. 2015. Large brown seaweeds of the british isles: Evidence of changes in abundance over four decades. Estuarine, Coastal and Shelf Sci. 155: 167 - 175 resumen

- j.j. Hernández-Kantún, r. Riosmena-Rodriguez, j.m. Hall-Spencer, v. Peña, chrstine a. Maggs, f. Rindi. 2015. Phylogenetic analysis of rhodolith formation in the Corallinales (Rhodophyta). European J. of Phycology 50 (1): 46 - 61 resumen

- r.j. Mrowicki, christine a. Maggs, n.f. O'Connor. 2015. Consistent effects of consumer species loss across different habitats. Oikos 124 (12): 1555 - 1563 resumen

- c. Yesson, l.e. Bush, a.j. Davies, christine a. Maggs, j. Brodie. 2015. The distribution and environmental requirements of large brown seaweeds in the British Isles. J. of the Marine Biological Association of the United Kingdom, 95 (4): 669 - 680 resumen

- m.p. Johnson, christine a. Maggs, a.l. Allcock, a.j. Blight. 2015. Landscape effects in the intertidal around the coastline of Great Britain. J. of Biogeography 43 (1): 111 - 122 resumen

- y.x. Chin, p.e. Lim, christine a. Maggs, s.m. Phang, y. Sharifuddin, b.d. Green. 2015. Anti-diabetic potential of selected Malaysian seaweeds. J. of Applied Phycology, 27 (5): 2137 - 2148 resumen.

- ----------, ----------, ----------------------, --------------, -----------------, ------------. 2014. Anti-diabetic potential of selected Malaysian seaweeds. J. of Applied Phycology

- r.j. Mrowicki, christine a. Maggs, n.e. O'Connor. 2014. Does wave exposure determine the interactive effects of losing key grazers and ecosystem engineers? J. of Experimental Marine Biology & Ecology 461: 416 - 424

- v. Peña, i. Bárbara, j. Grall, christine a. Maggs, j.m. Hall-Spencer. 2014. The diversity of seaweeds on maerl in the NE Atlantic. Marine Biodiversity.

- r. Kelly, k. Leach, a. Cameron, christine a. Maggs, n. Reid. 2014. Combining global climate and regional landscape models to improve prediction of invasion risk. Diversity & Distributions 20 (8): 884 - 894

- -----------, m.g. Lundy, f. Mineur, c. Harrod, christine a. Maggs, n.e. Humphries, d.w. Sims, n. Reid. 2014. Historical data reveal power-law dispersal patterns of invasive aquatic species. Ecography 37 (6): 581 - 590

- f. Mineur, a. Le Roux, christine a. Maggs, m. Verlaque. 2014. Positive Feedback Loop between Introductions of Non-Native Marine Species and Cultivation of Oysters in Europe. Conservation Biology 28 (6): 1667 - 1676

- christine a. Maggs, maureen e. Callow. 2013. Algal Spores. Encyclopedia of Life Sciences. Macmillan Publishers Ltd, Nature Publishing Group.

### Libros
- christine a. Maggs, max h. Hommersand. 2013. Seaweeds of the British Isles, v. 1 Rhodophyta parte 3ª Ceramiales (Seaweeds of the British Isles: Rhodophyta). 464 p. Publicó Pelagic Publishing Ltd. ISBN 1907807713 ISBN 978-1907807718

- frédéric Mineur, olivier De Clerck, auguste Le Roux, christine a. Maggs, marc Verlaque. 2010. Polyopes lancifolius (Halymeniales, Rhodophyta), a new component of the Japanese marine flora introduced to Europe. Phycologia: 49 (1): 86 - 96 resumen.

- d.a. Birkett, christine a. Maggs, m.j. Dring. 1998. An overview of dynamics and sensitivity characteristics for conservation management for marine SACs, v. 5. Maerl. Scottish Association for Marine Science (UK Marine SACs Project). 116 p.

### Cap. de libros
- g. Hinojosa-Arango, christine a. Maggs, m.p. Johnson, r. Riosmena-Rodríguez. 2013. When rhodoliths do not roll: Invertebrate community responses to environmental stability and natural disturbance. Invertebrates: Classification, Evolution and Biodiversity 131 - 151.

- d. Booth, j. Provan, christine a. Maggs. 2008. Molecular approaches to the study of invasive seaweeds. Seaweed Invasions: A Synthesis of Ecological, Economic & Legal Imperatives 65 - 76 resumen.

## Honores[5]

### Membresías
- panel de investigación de excelencia Research Excellence Framework (REF), asesorando al Consejo de Investigación del Ambiente Natural (NERC),
- de la Real Academia de Irlanda.

### Galardones
- 1994: premio Luigi Provasoli,[6]

- premio a la Excelencia de la Sociedad Ficológica de América.

### Editora
- Asociada del Journal of Biogeography.
- expresidenta de la International Phycological Society.
- Presidenta electa de la British Phycological Society.
- La abreviatura «Maggs» se emplea para indicar a Christine A. Maggs como autoridad en la descripción y clasificación científica de los vegetales.[7]